# Gerencsér Judit
Gerencsér Judit az Országos Széchényi Könyvtár általános főigazgató-helyettese, a Magyar Könyvtárosok Egyesületének elnöke, magyar informatikus könyvtáros, Európa-szakértő, kulturális diplomata.

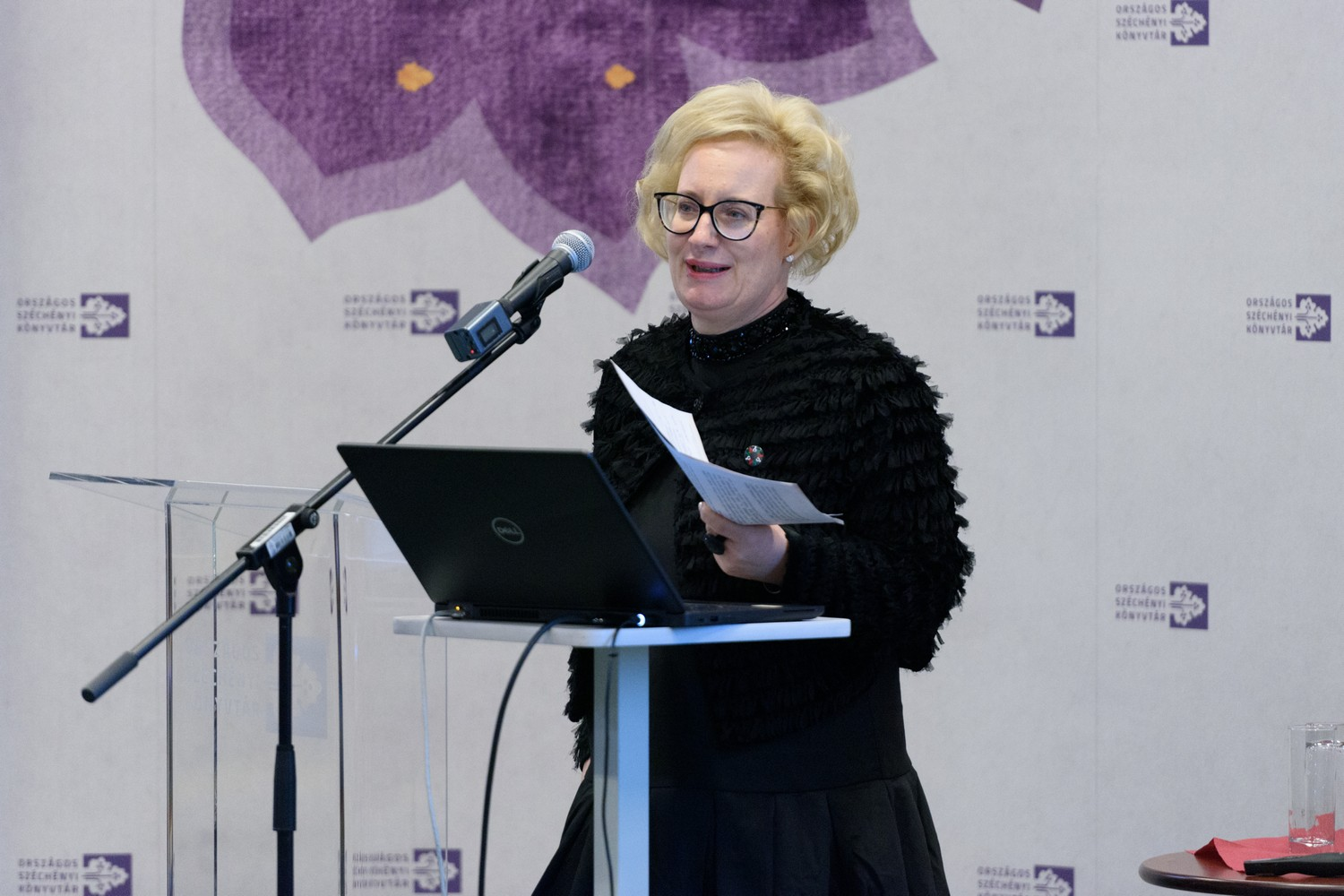
Gerencsér Judit a a Magyar Könyvtárosok IX. Világtalálkozóján.

## Életútja
Gerencsér Judit (Szombathely, 1976. szeptember 10. –) a  Magyar Nemzeti Múzeum Közgyűjteményi Központ Országos Széchényi Könyvtár általános főigazgató-helyettese (2020-), a Magyar Könyvtárosok Egyesülete elnöke (2023-), kulturális diplomata, Fulbright-ösztöndíjas (2003-2004). 
Gerencsér Judit 26 éve dolgozik a könyvtár- és információtudomány területén. Több hazai és nemzetközi könyvtár kialakítása, könyvtári fejlesztése és a nemzetközi szakmai trendeknek való megfeleltetése fűzödik nevéhez.  
Hazai és külföldi szakmai konferenciák és továbbképzések rendszeresen meghívott előadója, szakértője, több éve vesz részt a könyvtároshallgatók és könyvtárosok képzéseben, utánpótlásnevelésben, illetve több felsőoktatási, illetve akkreditált szakmai képzés elindítása, megalapítása fűződik nevéhez. Több nemzetközi könyvtárszakmai szervezetben hazánk képviselője (IFLA, EBLIDA). 
Számos nemzetközi és hazai szakmai konferencia, workshop, tréning, szakmai esemény szervezése és koordinálása fűződik nevéhez. Szakmai munkássága és eredményei a könyvtári fejlesztések, innovációk, nemzetközi könyvtárszakmai együttműködések, az EU-s/jogi/bírósági szakkönyvtári rendszer fejlesztése, illetve a nemzeti könyvtári szakmai, illetve diplomáciai kapcsolatok fejlesztése területén különösen jelentős.

### Tanulmányai
Gerencsér Judit 1995-ben érettségizett a szombathelyi Kanizsai Dorottya Gimnáziumban. Felsőfokú tanulmányait a Berzsenyi Dániel Főiskolán kezdte, ahol 2000-ben szerzett angol nyelv és irodalom szakos tanári, valamint könyvtáros diplomát. 2002 és 2004 között Európa-szakértői oklevelet szerzett ugyanitt, majd a Szegedi Tudományegyetem bölcsészkarán folytatta tanulmányait, ahol 2008-ban informatikus könyvtáros kitüntetéses diplomát szerzett. 2024-től az Eszterházy Károly Katolikus Egyetem Neveléstudományi Doktori Iskolájának doktorandusza.

### Szakmai pályafutása
Pályáját a Berzsenyi Dániel Főiskolához tartozó Európai Dokumentációs Központban kezdte, majd az igazságszolgáltatási szakterülethez kapcsolódó könyvtári rendszerek fejlesztésében töltött be meghatározó szerepet, többek között az Országos Bírósági Könyvtári Rendszer vezető koordinátoraként (2016–2020). 2013 és 2020 között a Kúria Tőry Gusztáv Jogi Szakkönyvtárának vezetője volt. Szakmai munkája révén a bírósági könyvtár teljesen megújult működésében és szolgáltatásaiban. Szakmai tevékenysége révén megvalósult az egyik legnagyobb bírósági könyvtár állományának számítógépes feltárása, a könyvtári munkafolyamatok teljes automatizálása és egy 21. századi innovatív, felhasználóközpontú bírósági könyvtár életre hívása és működtetése. Az igazságszolgáltatásban töltött 14 év alatt jelentős szerepet vállalt az (OBKR) kiépítésében és folyamatos fejlesztésében a hazai és nemzetközi trendeknek megfelelően.
2020 júniusa óta az Országos Széchényi Könyvtár általános főigazgató-helyettese, ahol a könyvtár gyűjteményszervezési, tudományos és nemzetközi tevékenységeit irányítja. Számos nemzetközi projekt, protokolláris esemény és együttműködés megvalósításáért felel, képviseli az OSZK-t hazai és nemzetközi fórumokon.

## Tudományos és szakmai érdeklődés
Jelenlegi kutatási területei közé tartozik a könyvtárak oktatástámogató és innovációs szerepei, az új ipari technológiák köztük a mesterséges intelligencia könyvtári alkalmazása, az új innovációk könyvtári technológiaelfogadása és ennek vizsgálatra, valamint a kulturális diplomácia és a könyvtárak nemzetközi szakmai tevékenysége.

### Szakmai közéleti szerepvállalása
Több mint 20 éve aktív tagja a Magyar Könyvtárosok Egyesületének (MKE). Szakmai pályafutása kezdetén az MKE Vas Megyei Szervezetében indult el az önkéntes könyvtárszakmai tevékenysége.
2011-ben alapító tagja lett az MKE Jogi Szekciójának, 2015-ben és 2019-ben az MKE főtitkára lett, 2023-ban pedig elnökké választották.
Egy civil szervezetben dolgozni számára azt jelenti, hogy nemcsak megéljük a napokat és a projekteket, hanem alakítani is akarjuk a világot, amelyben élünk és amiben hiszünk. A hazai legnagyobb könyvtárszakmai civil szervezetben (MKE) dolgozni különleges küldetést jelent számára. Ez a tevékenység egy olyan híd, amely összekapcsolja a szakmát, a könyvtárszakmai közösséget, a változó világot és a felhasználókat. A tevékenység révén aktívan részt vesz a szakma jelenének és jövőjének formálásában, illetve közösséget épít - egy olyan közösséget, amelyben a könyvtáros nem magányos szakember, hanem alkotótárs, mentor, kultúraközvetítő és emberi kapcsolatok értő katalizátora.
2021-től a Kulturális és Innovációs Minisztérium Könyvtári Akkreditációs Bizottságának, 2022-től a Szinnyei József-díj felterjesztési bizottságának tagja. 2024 óta a Közép-európai Könyvtár- és Információtudományi Szemle (Central European Library and Information Science Review, CELISR) szerkesztőbizottsági tagja.
Több éve vesz részt hazai és nemzetközi könyvtárszakmai folyóiratok munkájában szerzőként és szerkesztőként. Pályája kezdete óta kiemelt jelentőségű számára a könyvtároshallgatók szakmai támogatása, képzése, az utánpótlásnevelés, illetve a gyakorlatorientált képzések nyújtása. Az országban elsőként dolgozott EU-s témájú könyvtárosoknak szóló szakmai továbbképzési programot a Berzsenyi Dániel Főiskola Könyvtár- és Információtudományi Tanszéke megbízásából “Az Európai Unió hagyományos és elektronikus információforrásai és ezek alkalmazása a tájékoztatásban” címmel, amelyet több éven át tanított szerte az országban.
Az OSZK Könyvtári Intézete szakmai továbbképzési tanfolyamainak felkért előadója, szakértője. Jelenleg az alábbi képzésekben vesz részt oktatóként:
- Könyvtári vezetési ismeretek
- Élménymarketing, marketingkommunikáció és érdekérvényesítés
- Angol szaknyelvi ismeretek könyvtárosoknak - Special English Studies for Librarian

### Főbb nemzetközi szakmai eredmények
2003-ban Fulbright kutatói ösztöndíjat (Fulbright Scholar Award) nyert el és 5 hónapig kutatott az Egyesült Államokban a Clevelandi Állami Egyetem Központi Könyvtárában és a Clevelandi Magyar Történelmi Múzeum Könyvtárában. 2012-ben egy nemzetközi pályázat révén a Jogi Könyvtárak Nemzetközi Szövetségének éves kanadai szakmai konferenciáján (IALL) való részvételt szerezte meg.
2018-ban elnyerte a Cornell Egyetem Bitner Research Fellowship díját. 2019 és 2023 között az IFLA Law Libraries Section Állandó Bizottságának tagja volt. 2025-ben az IFLA Európai Regionális Divíziójának tagjává választották.

## Díjai, elismerései
- 2001. Országos Tudományos Diákköri Konferencia Könyvtártudományi szekció Információtudományi tagozat 1. helyezés
- 2003. Fulbright kutatói ösztöndíj (Cleveland, USA)
- 2005. Az Év Fiatal Könyvtárosa díj
- 2014. MKE Emlékérem kitüntetés
- 2025. Magyar Arany Érdemkereszt polgári tagozat kitüntetés
- 2025. miniszterelnöki oklevél a 2024-es magyar EU-s elnökség idején végzett szakmai munka elismeréseként

## Előadások, konferenciaszereplések
Több száz hazai és nemzetközi konferencián tartott előadást, többek közt az Amerika Egyesült Államokban, Belgiumban, Kanadában, Lengyelországban, Görögországban, Hollandiában, Kínában, Macedóniában és Törökországban. Témái között szerepeltek pl. az innovációk a hazai könyvtárakban, könyvtári trendek a 21. századi változó világban, könyvtárak és könyvtárosok új szerepkörben a 21. században, digitális transzformáció stb.

## Konferenciaszervező tevékenysége
Gerencsér Judit főszervezőként és társszervezőként részt vett több jelentős hazai és nemzetközi szakmai rendezvény előkészítésében és megvalósításában. A hazai közgyűjtemények, különös tekintettel a magyar könyvtárak világszerte ismert és elismert intézményekké váltak munkássága révén, a könyvtárak nemzetközi bilaterális együttműködési és kultúrdiplomáciai kapcsolatai láthatóvá váltak szakmai tevékenysége útján. Számos nemzetközi és hazai szakmai konferencia, workshop szervezése és koordinálása fűződik nevéhez a nemzeti könyvtárban és a Magyar Könyvtárosok Egyesületében.

## Főbb szakmai konferenciák, szakmai események, amelyek szervezésében részt vett fő-, illetve társszervezőként
- 2015 óta - Magyar Könyvtárosok Egyesülete éves Vándorgyűlése
- 2022 - Bibframe nemzetközi workshop, OSZK
- 2024 - a brüsszeli Magyarország Háza Márai-könyvtárszalonjának megnyitása
- 2024 - török – magyar, magyar – török kulturális évad szakmai eseményeinek, konferenciának, nemzetközi eseményeinek koordinálása és főszervezője a nemzeti könyvtár részéről
- 2024. - Magyar Könyvtárosok IX. Világtalálkozója, OGYK, OSZK
- 2024 - A ReAImagining Public Collections in the 21st Century in Light of Digital Development (Közgyűjtemények újragondolása a 21. században a digitális fejlődés fényében) című konferencia
- 2025 - Európai Tudományos Könyvtárak Konzorciuma (Consortium of European Research Libraries – CERL) tavaszi ülését és szakmai workshopját „Approaches to Cross-Collection Searching”

## Publikációk
https://m2.mtmt.hu/gui2/?type=authors&mode=browse&sel=authors10088878

### Szervezeti tagságai
- Magyar Könyvtárosok Egyesülete (1999–)
- Fulbright Alumni Association (2004–)
- International Association of Law Libraries (2012–2013)
- IFLA Law Libraries Section (2019–2023)
- Nemzetközi Protokoll Szakértők Szervezete (2024–)
- IFLA Regional Division Europe (2025–)

## Nyelvismeret
Angol nyelvből felsőfokú nyelvismerettel rendelkezik.